# Nepeta stachyoides
Nepeta stachyoides là một loài thực vật có hoa trong họ Hoa môi. Loài này được Batt. mô tả khoa học đầu tiên năm 1919.